# Generalización
La generalización es la base comunitaria  de toda inferencia deductiva válida. El concepto de generalización tiene aplicación en muchas disciplinas, y puede tener un significado especializado, según el contexto. El texto debe estar bien formulado para que este tenga a su vez más relación con la generalización. 
Dados con conceptos relacionados, A y B, el concepto A es una generalización del concepto B si y solo si:
- Cada ejemplo del concepto B es también un ejemplo del concepto A.
- Existen ejemplos del concepto A que no son ejemplos del concepto B.

En forma equivalente, A es una generalización de B si B es una especialización de A.
Por ejemplo, animal es una generalización de ave porque toda ave es un animal, y hay animales que no son aves (perros, por ejemplo).
Un caso particular de generalización es la aplicada en matemáticas pues los conceptos generales se convierten en los particulares de otros más generales; así un cuadrado es la generalización (además de la abstracción) de todo objeto que posee cuatro lados, la generalización de un cuadrado sería un cubo (ideado a partir del cuadrado), luego la generalización de este sería un hipercubo y así sucesivamente -véase politopo-, compartiendo la misma cualidad. (Existe una perspectiva desde la que se notan cuatro lados en cada nivel de generalización). 
Este tipo de generalización versus especialización se refleja en cualquiera de las palabras contrastantes del par de palabras hiperónimo e hipónimo. Un hiperónimo se refiere a un tipo o grupo de cosas del mismo nivel, tal como árbol lo es para ocre; o barco lo es para crucero. Por otro lado, un hipónimo es un conjunto de palabras que están dentro del hiperónimo, tal como margarita se incluye en flor, y ave y pez en animal. Un hipernónimo es superordinado a un hipónimo, y un hipónimo es subordinado a un hipernónimo.